# BobbyD
BobbyD (pseudonimul lui Bogdan Dumitru) este un jurnalist și influencer român, cunoscut pentru promovarea de teorii ale conspirației favorabile Federației Ruse, pentru activismul său pro-AUR și pro-Călin Georgescu, dar și pentru implicarea sa în campanii de imagine plătite pentru diverse figuri politice locale din Constanța.

## Activitate profesională
Bogdan Dumitru, care se prezintă ca "jurnalist independent", a lucrat anterior ca muncitor pe nave de croazieră, ocupându-se cu curățarea cartofilor. Ulterior, a fost angajat de deputatul PNL Aurel-Robert Boroianu. A început să vândă servicii de imagine politicienilor prin firma sa, Claboo Media, folosind o dronă achiziționată personal.
A fost susținut de fostul primar PSD al municipiului Constanța, Decebal Făgădău, și de fostul președinte al CJ Constanța, Horia Țuțuianu. Cei doi l-au ajutat să obțină numeroase contracte, iar soția sa a fost angajată în Primăria Constanța.
După pierderea alegerilor de către Făgădău, BobbyD a lansat pagina de Facebook Caterincă de Constanța, destinată atacării oponenților fostului edil PSD. În paralel, a creat site-ul Gazeta Județeană, finanțat conform presei locale de către Horia Țuțuianu, și pagina parodică Mihăiță Lupulică, ce îl ironiza pe noul președinte al CJ, Mihai Lupu. Pagina a fost rapid închisă după ce Lupu a cumpărat-o și a început să colaboreze cu BobbyD.
Ulterior, BobbyD a fost angajat la firma Confort Urban, controlată de Primăria municipiului Constanța. Acolo, a schimbat direcția editorială a paginii „Caterincă de Constanța” și a început să îl atace pe noul primar PNL, Vergil Chițac, pe care îl susținuse în trecut. După angajare, în colaborare cu Ion Dumitrache (lider local al PSD), BobbyD a început să administreze și pagina de Facebook a organizației PSD Constanța.
O discuție scursă în presă între BobbyD și Decebal Făgădău arăta că fostul primar era nemulțumit de faptul că BobbyD nu mai respecta ordinele de a-i ataca pe liderii locali PSD Felix Stroe și Ion Dumitrache.

## Activitate online și controverse
În aprilie 2025, contul său de TikTok cu peste 500.000 de urmăritori a fost șters simultan cu celelalte conturi ale sale. BobbyD a acuzat „partidul iubit” și „globaliștii” pentru această acțiune, susținând că este victima unei conspirații. în urma acestui fapt, politicianul Victor Ponta a declarat: "Călin Georgescu, Ion Cristoiu și acum BobbyD. Cine urmează? O să ajungem ca în comunism, să vorbim doar pe la colțuri?"
Printre teoriile promovate se numără:
- că „elitele globaliste” vor oprirea producției alimentare pentru a controla populația;[15]
- că Uniunea Europeană vrea să distrugă valorile tradiționale;[16]
- că Iranul „devastează Israelul” și că statul evreu se întoarce în „epoca de piatră”;[17]
- susținerea unor atacuri masive ale Rusiei asupra Ucrainei.[18]

## Afilieri politice
BobbyD este un susținător vocal al lui George Simion și al Partidului Alianța pentru Unirea Românilor. Într-o postare controversată, a susținut că după venirea lui Simion la putere, România ar trebui să construiască un gard la granița cu Republica Moldova, tăind „fondurile, electricitatea, gazele” către această țară.
De asemenea, BobbyD îl susține pe Călin Georgescu și a declarat că România „ar trebui să se întoarcă în epoca Ceaușescu”.
După suspendarea contului său de TikTok, George Simion i-a luat apărarea, declarând că BobbyD este „o nouă victimă a sistemului și a globaliștilor”.

## Critici
Activitatea lui BobbyD a fost caracterizată de presă ca fiind oportunistă, propagandistă și duplicitară, implicându-se în campanii de imagine și atacuri politice contra cost. Acțiunile sale au fost descrise ca fiind motivate mai mult de interese financiare decât de convingeri ideologice ferme.